# Karel Juchelka
Karel Juchelka (2. června 1917, Orlová, Rakousko-Uhersko – 18. prosinec 2009, Merano, Itálie) byl voják Československé armády, příslušník RAF, zakladatel a první velitel Letecké spojovací školy, politický vězeň, emigrant, inženýr pro radarovou techniku u společnosti Airbus S.A.S., přírodní léčitel a psychotronik, autor dvou knih z této oblasti.

## Život
Rodiči Karla Juchelky byli Jakub Juchelka (12. prosinec 1885, Pustá Polom – 1982), zaměstnán jako výhybkář u C. k. privilegované Severní dráhy císaře Ferdinanda a Rudolfina roz. Retzman (15. duben 1888, Brušperk – 1956), žena v domácnosti. Rodiče bydleli v letech 1931–1945 v Brně Veveří, v domě na ulici Smetanova č.p. 10 (GPS 49.201197, 16.601714).

### Vzdělání
Karel Juchelka měl následující vzdělání:
- 1923–1927: Obecná škola chlapecká německá v Českém Těšíně
- 1927–1931: Masarykova obecná a měšťanská škola Český Těšín[4]
- 1931–1935: Vyšší průmyslová škola elektrotechnická v Brně[1]
- 1935–1936: Škola pro důstojníky telefonní služby v záloze, při Vojenské akademii v Hranicích
- 1936–1938: Vojenská akademie v Hranicích
- 1939: Aplikační kurz[1]

Hovořil a psal německy, polsky, francouzsky a anglicky.

### Válečná a armádní činnost
Dne 25. května 1939, po okupaci Československa, odešel do Francie, kde byl od 22. srpna 1939 do 13. července 1940 u Francouzské cizinecké legie. Po kapitulaci Francie byl evakuován do Velké Británie, kde byl 31. prosince 1940 zařazen k československému letectvu RAF. Od 18. prosinec 1941 byl zařazen k technické brigádě u britské 68. noční perutě RAF v hodnosti nadporučík telefonista (FO). Později sloužil jako radar-navigátor na letadlech de Havilland Mosquito.
V Anglii absolvoval několik výcviků:
- 28. prosinec 1941 – 18. únor 1942 na Royal Air Force College Cranwell,
- 2. červen 1941 – 9. leden 1942 na RAF Brize Norton,
- 21. září 1940 – 27. prosince 1940 na RAF Yatesbury,
- 6. duben 1944 – 3. květen 1944 na RAF Yatesbury, jako mechanik radarů (anglicky Radar Mechanic) s výsledkem 79%.[1]

V Anglii byl také zodpovědný za školení leteckých radistů, např. u 311. perutě RAF. V roce 1944 byl odvelen s dalšími vojáky do Sovětského svazu, kde byla zformována 1. československá smíšená letecká divize.
V květnu 1945 přiletěl do Prahy. V poválečném Československu byl zakladatelem a prvním velitelem Letecké spojovací školy, v hodnosti štábního kapitána, později majora. Škola byla založena v září 1945 v Liberci, jejím úkolem bylo cvičit spojovací personál letectva a radiolokační personál pro potřeby letectva, dělostřelectva a hlásné služby. Během podzimu 1945 byla přemístěna do Pardubic, na jaře 1946 do Chrudimi. V roce 1948 zde v rámci akce Hagana bylo vycvičeno např. 15 Izraelců, kteří se účastnili v boji o izraelskou nezávislost. V červnu 1948 zorganizoval Karel Juchelka a Josef Muroň (15. březen 1916) ilegální útěk tří žen a dítěte za pomoci letadla Aero C3 (Siebel Si 204D), které odstartovalo z chrudimského letiště do Německa, resp. do Anglie.

### Propuštění z armády, vězení
V roce 1949 byl propuštěn z armády, zatčen a uvězněn na Hradčanech v tzv. Domečku, později byl vězněn na Mírově a v Leopoldově, kde byl ve výkonu trestu 6 let. V roce 1956 byl propuštěn a přidělen jako pomocný dělník do Třineckých železáren, kde pracoval do roku 1968.
V 90. letech 20. století byl rehabilitován a povýšen do hodnosti plukovníka. Byl členem Československé obce legionářské, jako desátý nejstarší žijící příslušník RAF.

### Emigrace
Po okupaci Československa vojsky Varšavské smlouvy v srpnu 1968 se rozhodl zůstat v zahraničí. Po neúspěšné snaze odcestovat do Velké Británie, kde žádal o azyl jako bývalý příslušník RAF, mu byl nabídnut azyl Spolkovou republikou Německo. V Německu získal státní občanství, kvalifikovanou práci, třípokojový byt. V roce 1970 na něj StB založila spis, rodinná vila na nábřeží, na ulici Bezručova 1484/2 (GPS 49.744335, 18.628041), v Českém Těšíně byla komunistickým režimem zkonfiskována. V roce 1982 mu byl zakázán vstup na území ČSSR, když chtěl přijet na otcův pohřeb.
Až do penze v roce 1978, pracoval v leteckých závodech Airbus v Hamburku, jako inženýr a specialista na radary.

### Kariéra léčitele
V 60. letech onemocněl tumorem páteře (paragangliom). To byl impuls ke studiu psychologie, parapsychologie, pranoterapie a bioenergií. Po roce 1978 se i s rodinou přestěhoval do severoitalského lázeňského města Merana, kde v roce 1980 založil společnost Bio Center, zaměřenou na přírodní a psychologickou léčbu nemocných. V této společnosti se věnoval radionice a parapsychologii, tedy práci s podvědomím a duší, jak sám říkal: „Práci v oblasti někde mezi lékařem a knězem“. Během své více než 30leté kariéry léčitele získal klientelu z Itálie, Německa, Rakouska a dalších zemí Evropy.
Po roce 1989 přednášel o svých léčitelských metodách v Československu.
Byl autorem knih: Zdraví pro život (1991) a Vyléčení neuzdravených nemocných (2008).

## Povýšení, vyznamenání

### Povýšení
| Čs. vojsko     | Čs. vojsko             | Čs. vojsko       | Angl. vojsko      | Angl. vojsko | Angl. vojsko |
| Datum          | Hodnost                | Rozkaz           | Datum             | Hodnost      | Rozkaz       |
| -------------- | ---------------------- | ---------------- | ----------------- | ------------ | ------------ |
|                | poručík telefonista    |                  | 31. prosinec 1940 | P/O          |              |
| 28. říjen 1941 | nadporučík telefonista | SDVN 30/41       | 18. únor 1942     | F/O          | ANPL 247/42  |
| 28. říjen 1941 | nadporučík telefonista | Insp.čj,S 969/42 |                   |              |              |
| 7. březen 1944 | kapitán letectva       | SDVN 4/44        |                   |              |              |
| 1. červen 1945 | štábní kapitán         | OV 14/45         |                   |              |              |
| po roce 1989   | Plukovník ve výslužbě  |                  |                   |              |              |

### Vyznamenání
- 5. květen 1943: Československá medaile
- 11. prosinec 1944: Československá medaile za chrabrost II. stupně
- 13. březen 1945: Československá vojenská medaile za zásluhy I. stupně
- 5. duben 1945: Medaile Star 1939–1945[pozn. 7]
- 20. červen 1945: Československá vojenská medaile za zásluhy II. stupně
- 6. březen 1946: Československý válečný kříž 1939

### Pamětní desky
- Karel Juchelka nemá žádnou pamětní desku.

## Galerie

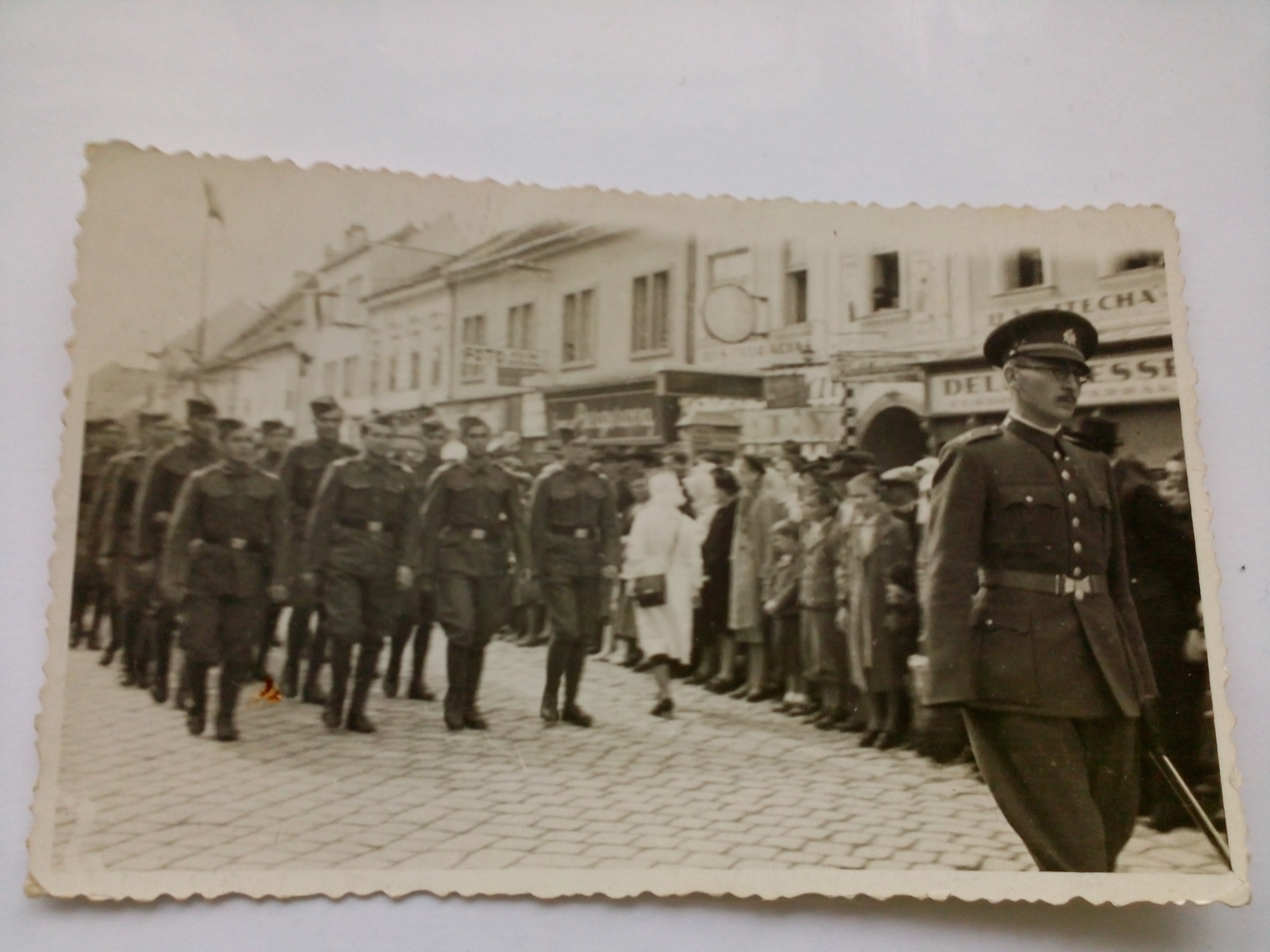
Hranice na Moravě, vojenská přehlídka
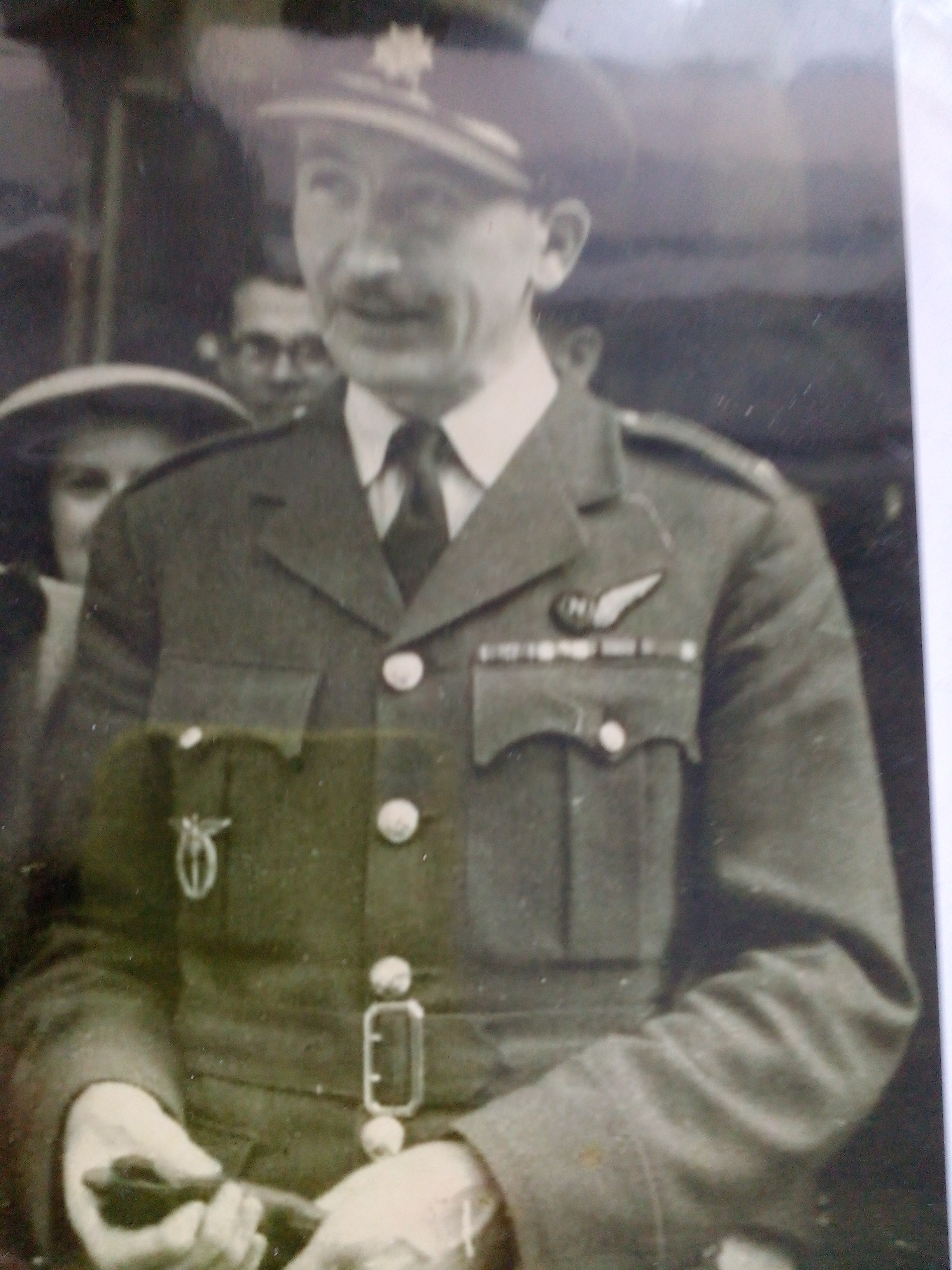
Fotografováno během pobytu v Anglii
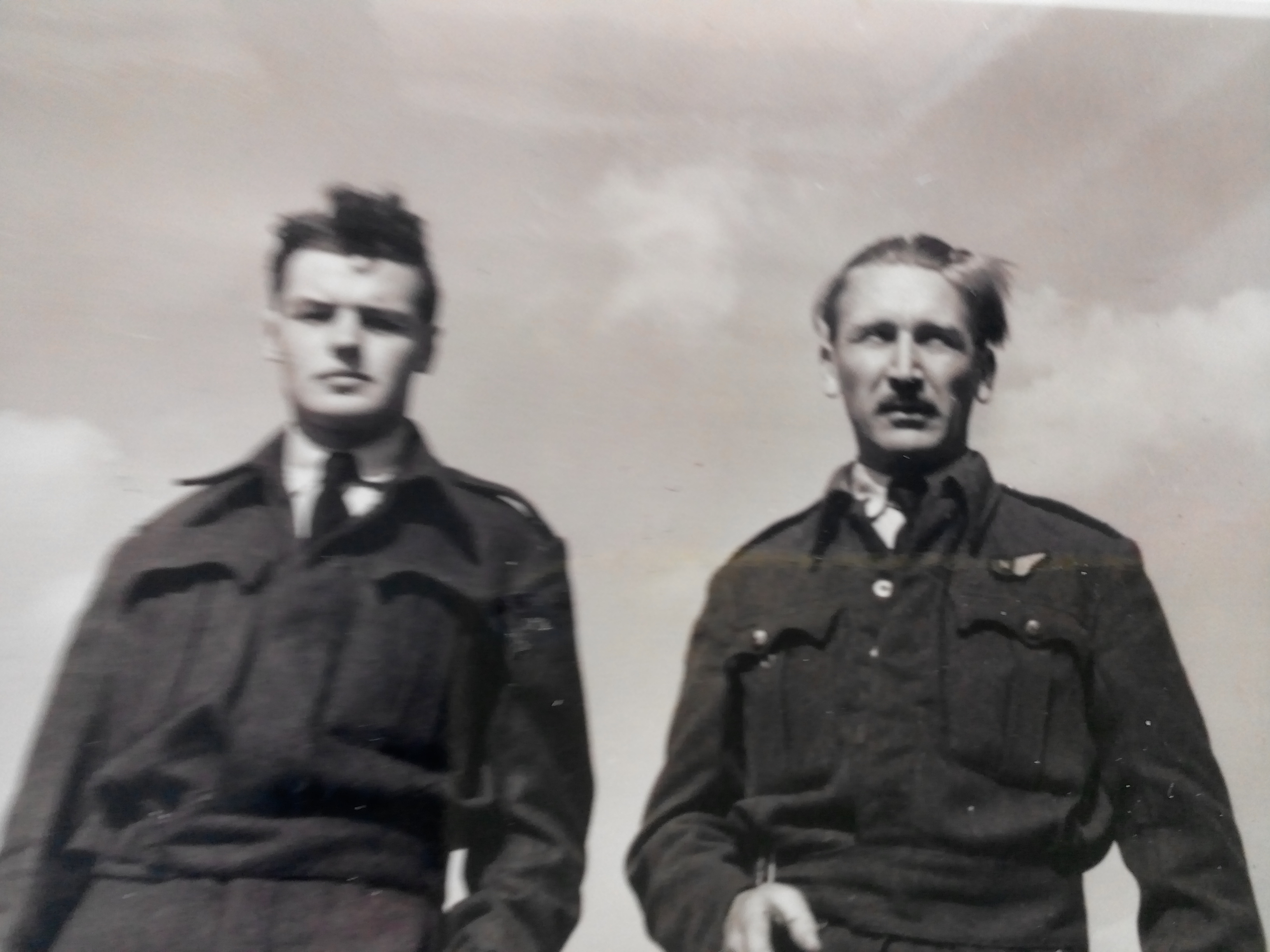
Fotografováno během pobytu v Anglii
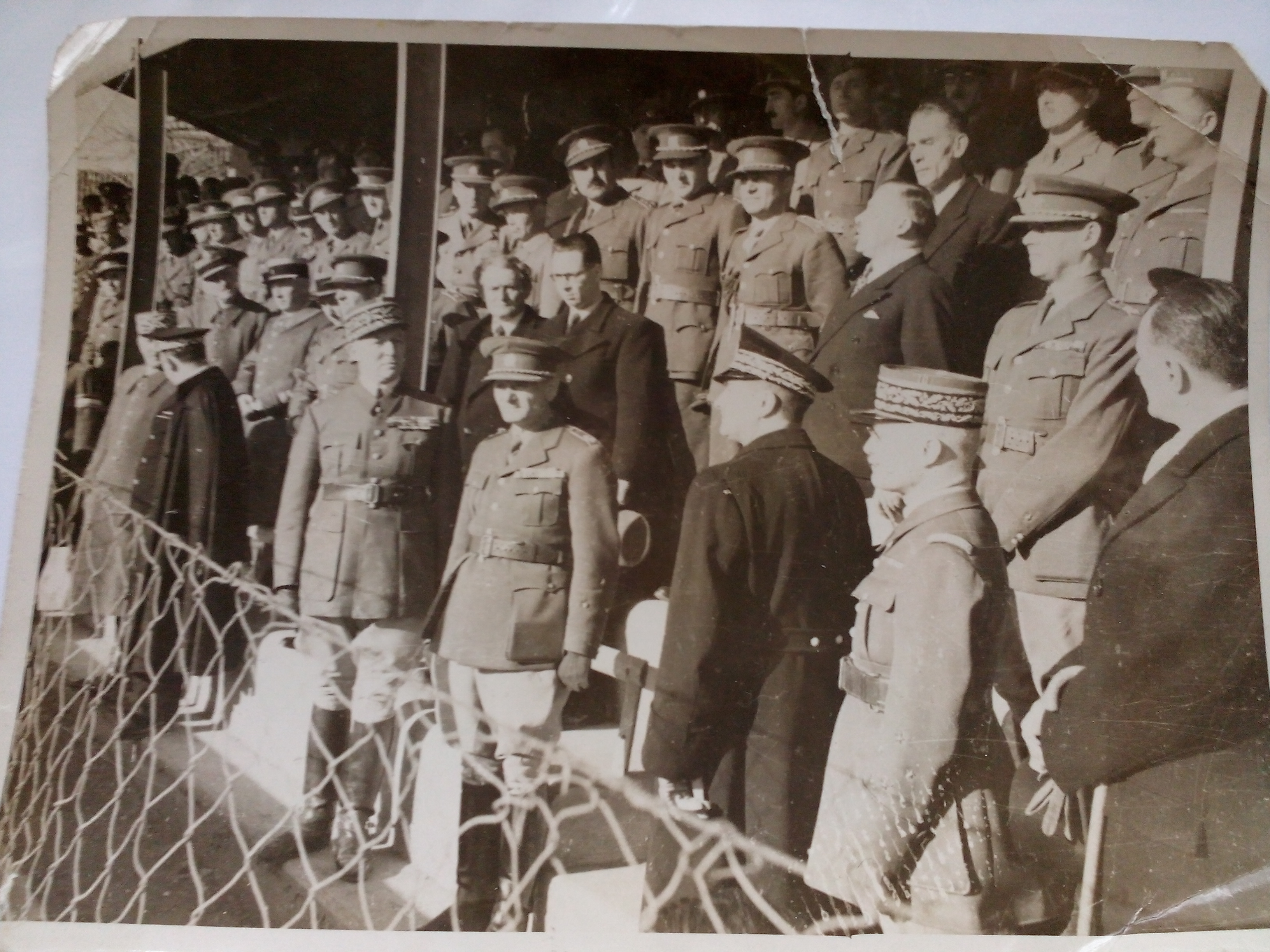
Fotografováno během pobytu v Anglii
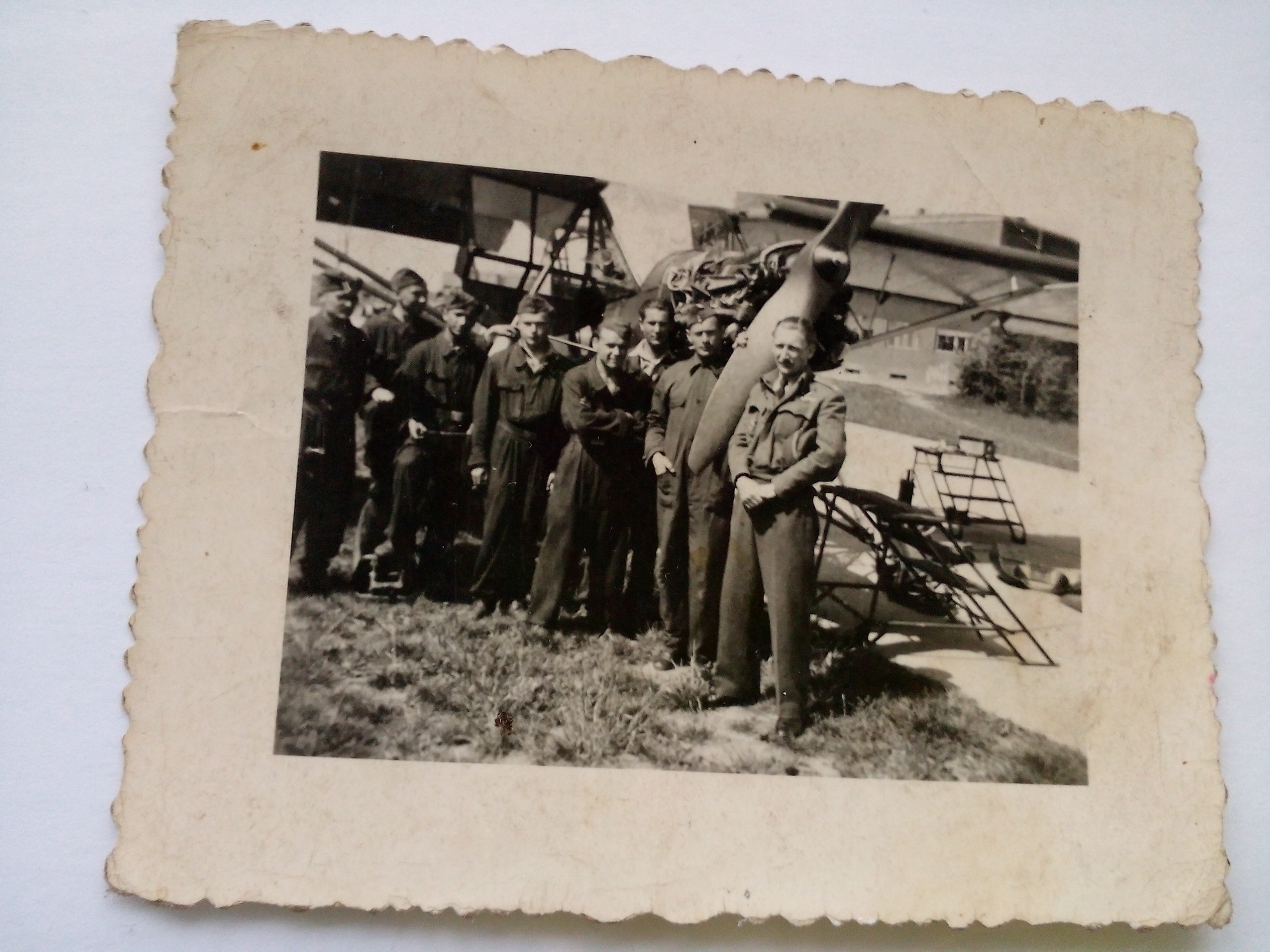
Fotografováno během pobytu v Anglii, oprava stíhačky.
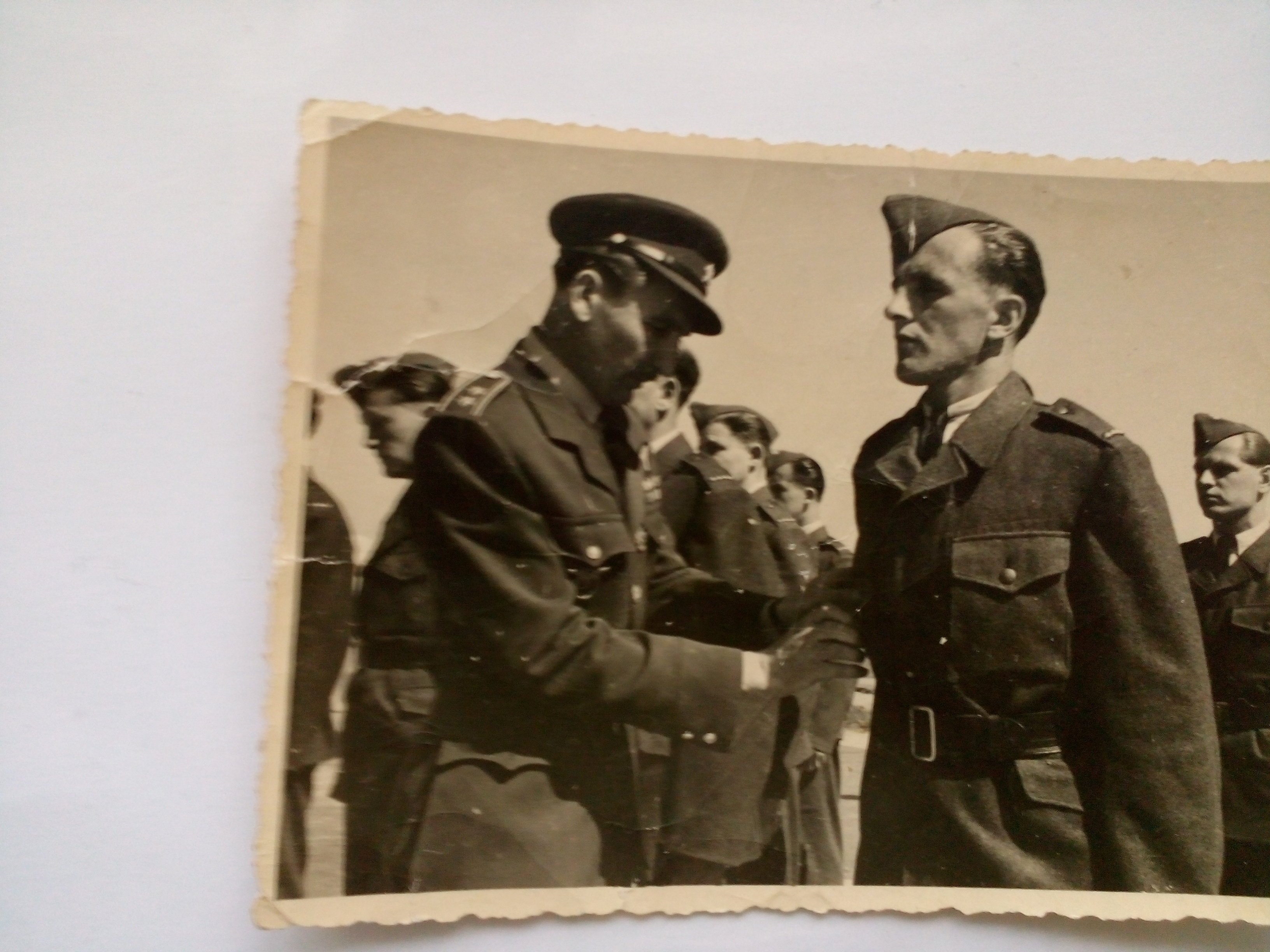
Fotografováno během pobytu v Anglii. Povyšování vojáků.
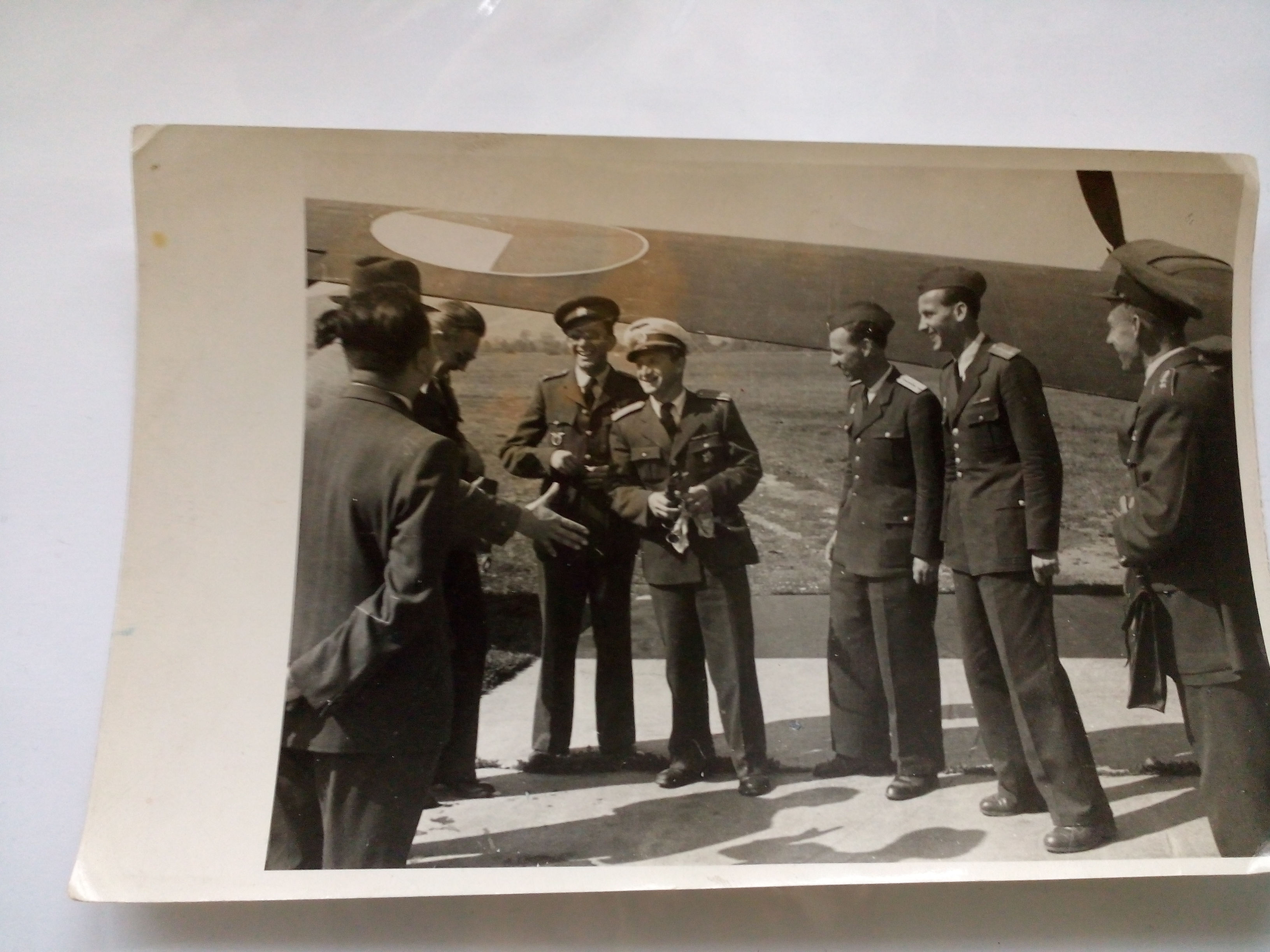
Fotografováno během pobytu v SSSR
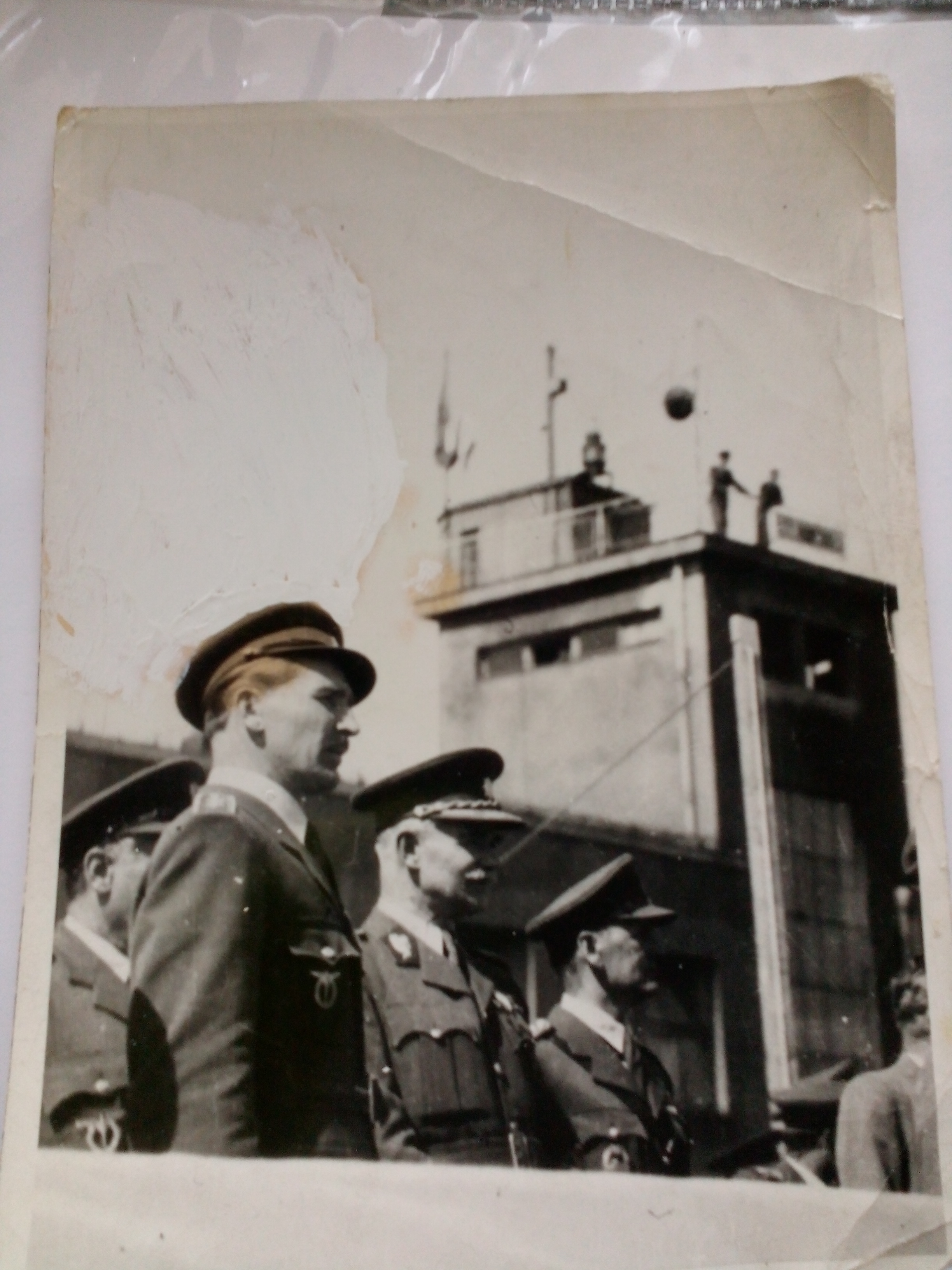
Fotografováno po roce 1945, letiště Ruzyně.
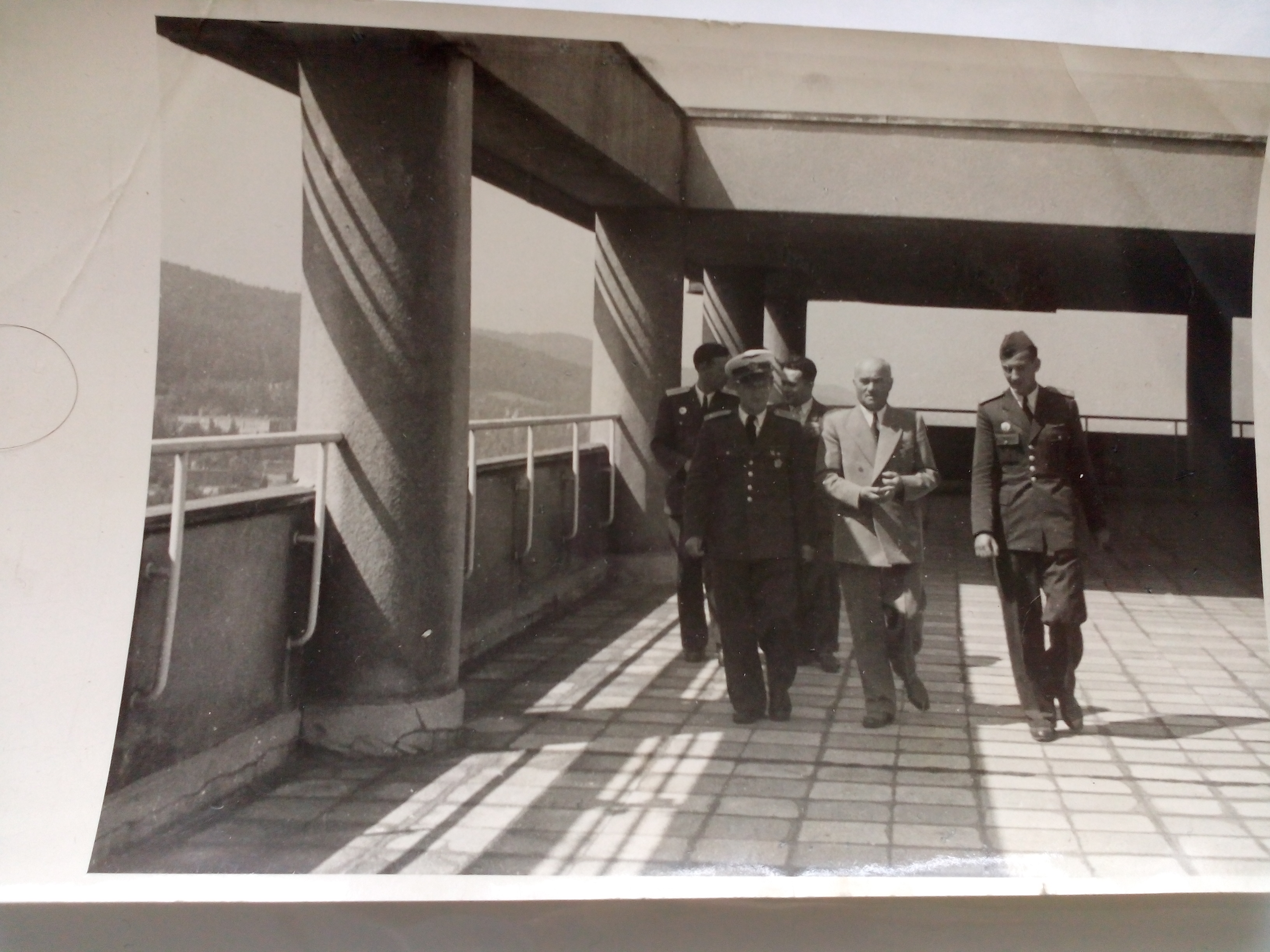
Fotografováno po roce 1945, letiště Ruzyně.
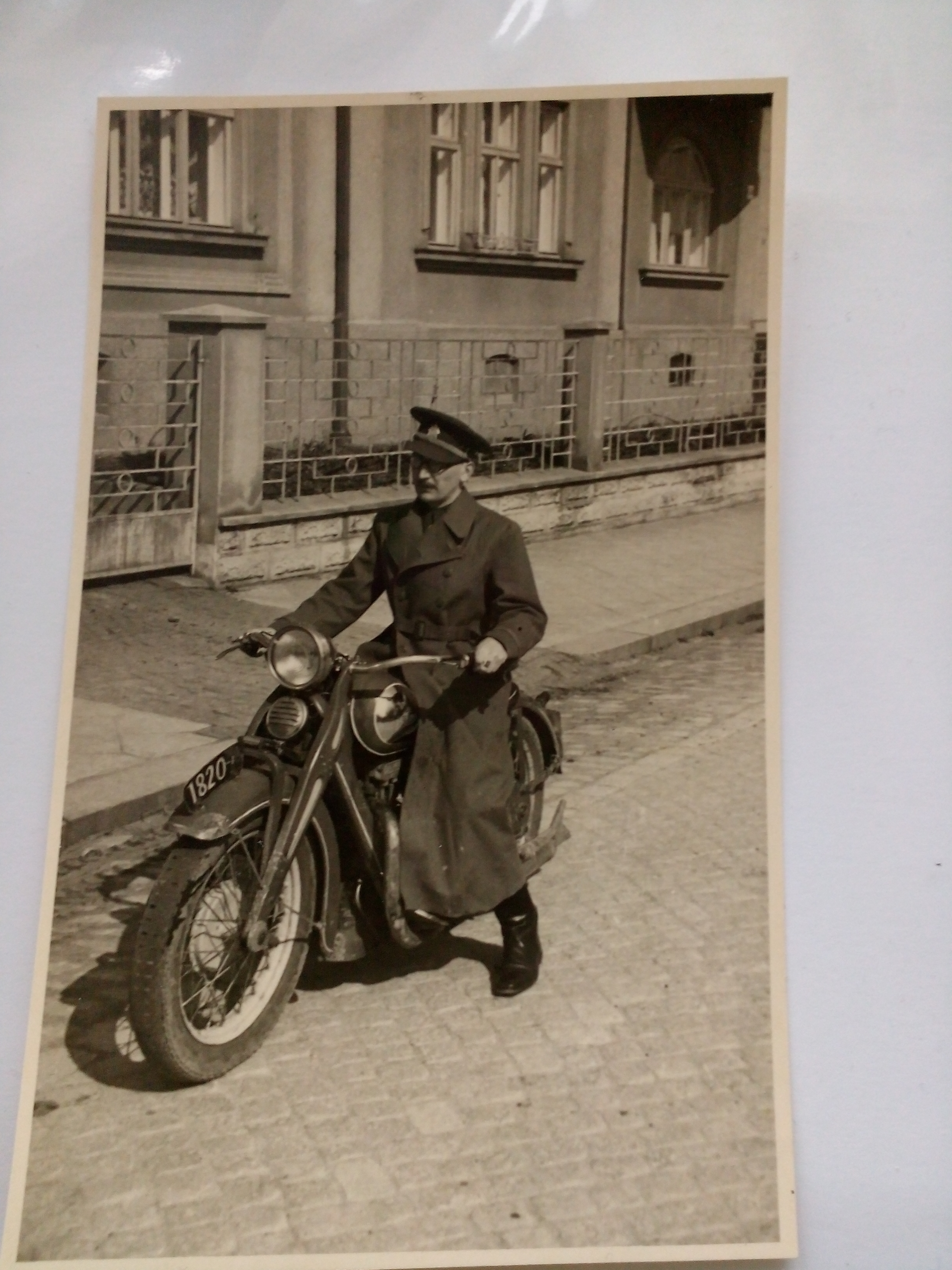
Fotografováno po roce 1945, Brno, Smetanova 10.
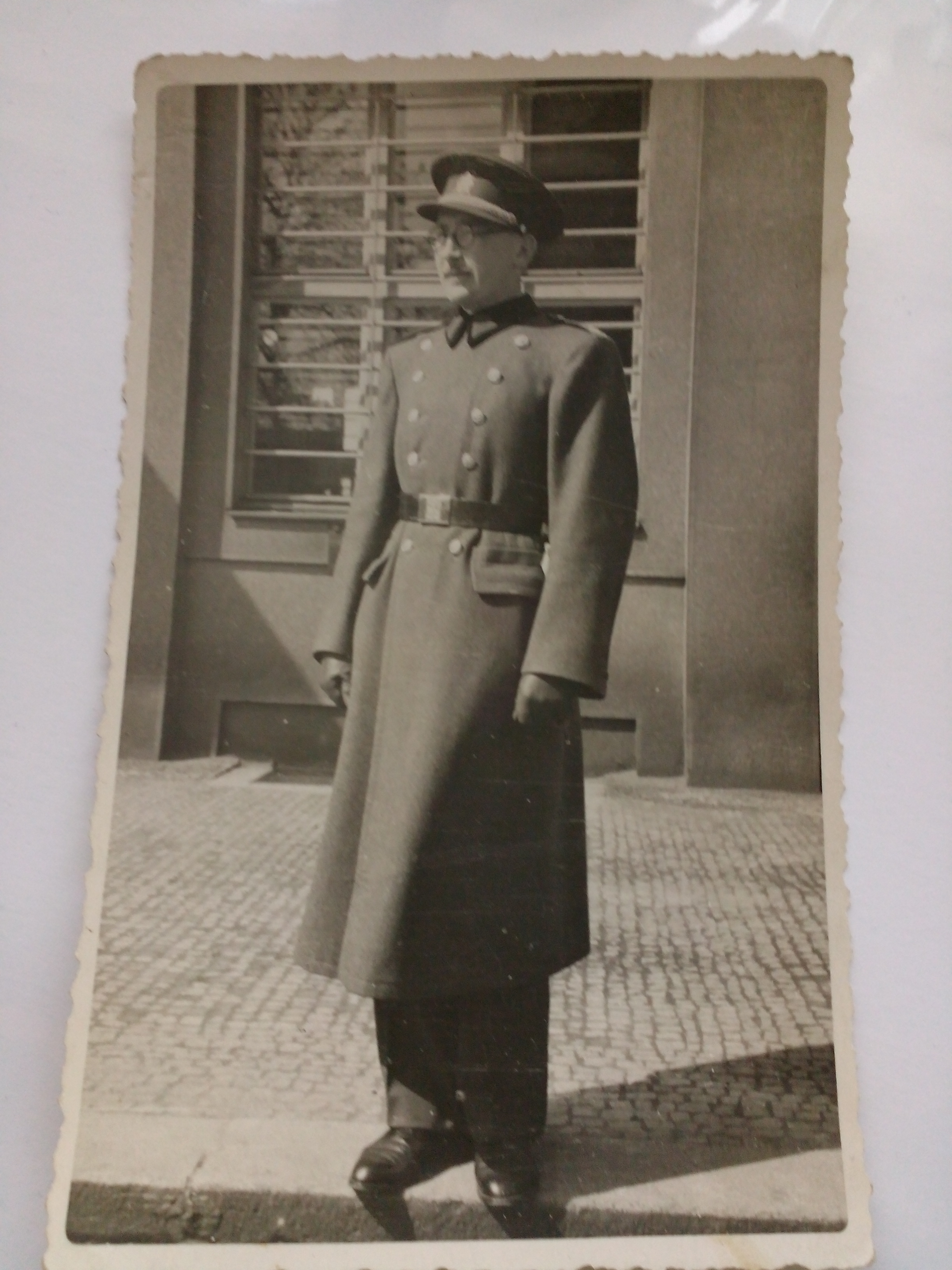
Fotografováno po roce 1945, Brno, Smetanova 10.
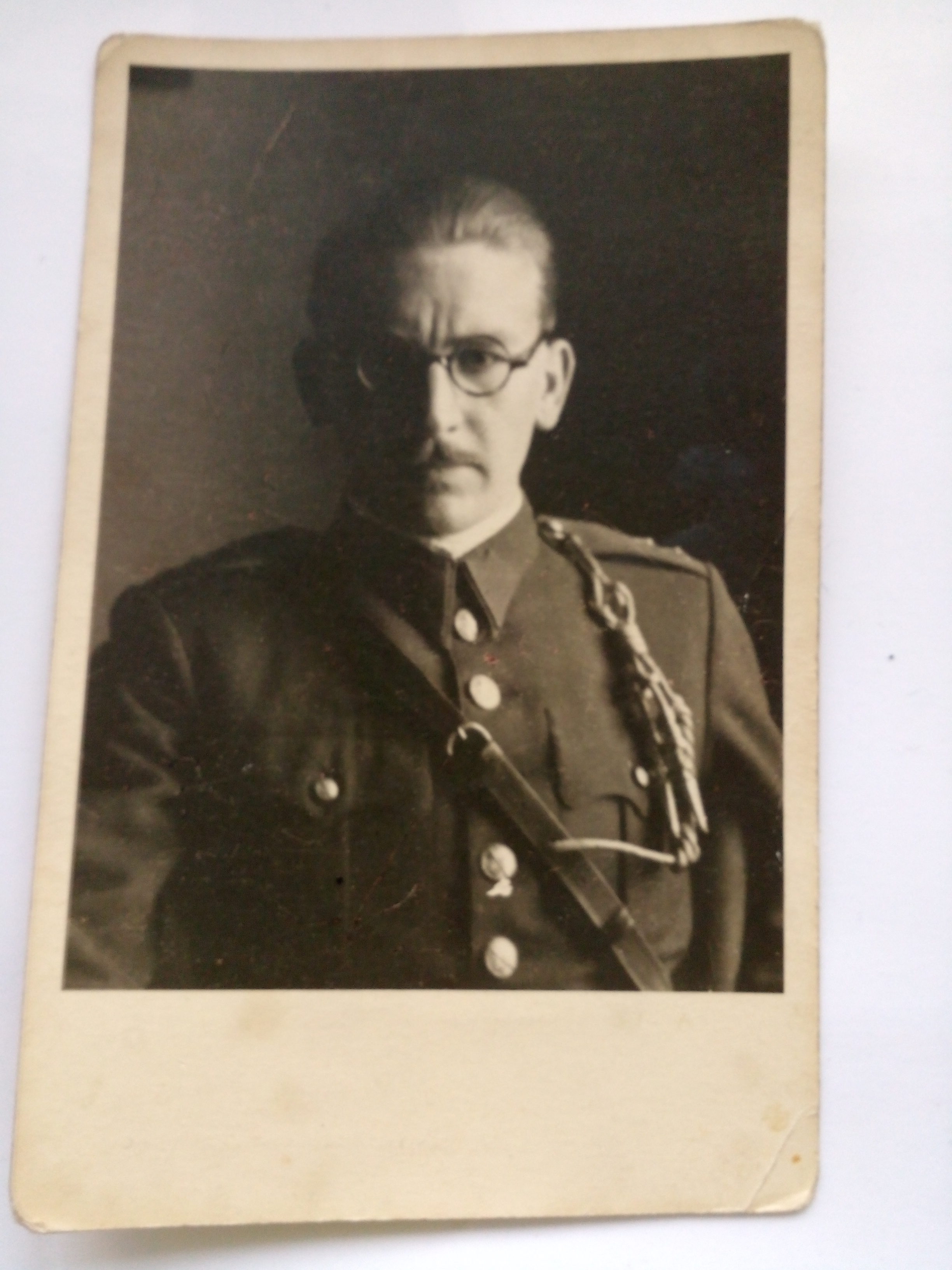
Fotografováno po roce 1945, v uniformě s označením štábního kapitána: